# 劍喙旗魚屬
劍喙旗魚（學名：Xiphiorhynchus）是一屬已滅絕的史前旗魚，生存於始新世到中新世的大西洋。和現代旗魚不同的是，牠的上下顎都特化成劍狀。

## 生態

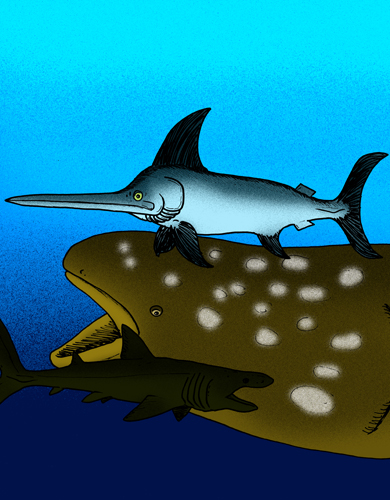
圓吻劍喙旗魚

劍喙旗魚可能是一種棲息於熱帶海洋沿岸的淺海地區的掠食性魚類，但X. priscus的化石被認為來自深海環境。

## 分布
剑喙旗鱼属的化石在以下地区被发现：
始新世
- La Meseta Formation, 南极洲
- London Clay, Selsey和Elmore Formations，英国
- Yazoo Formation, 路易斯安那州
- Moodys Branch Formation, 密西西比州
- Castle Hayne Formation, 北卡罗来纳州

渐新世
Chandler Bridge Formation, 南卡罗来纳州
中新世
- Raz-el-Ain Formation, 阿尔及利亚
- Pisco Formation, 秘鲁